# Капральба
Капральба (італ. Capralba) — муніципалітет в Італії, у регіоні Ломбардія,  провінція Кремона.
Капральба розташована на відстані близько 460 км на північний захід від Рима, 36 км на схід від Мілана, 50 км на північний захід від Кремони.
Населення — 2417 осіб (2014).
Щорічний фестиваль відбувається 7 квітня. Покровитель — Андрій Первозваний.

## Демографія
Населення за роками:

Станом на 1 січня 2023 року в муніципалітеті офіційно проживали 132 іноземці з 23 країн, серед них 43 громадяни країн Євросоюзу та 8 громадян України.

## Сусідні муніципалітети
- Кампаньола-Кремаска
- Караваджо
- Казалетто-Вапріо
- Мізано-ді-Джера-д'Адда
- П'єраніка
- Куїнтано
- Серньяно
- Торліно-Вімеркаті
- Вайлате